# パラグアイ時間
パラグアイでは現在、パラグアイ時間（PYT、UTC-4）が標準時として使用されている。夏時間はパラグアイ夏時間（PYST、UTC-3）が採用され、10月第1日曜日から3月最終日曜日までの期間で実施されている。

## IANAのTime Zone Database
IANAのTime Zone Databaseには、パラグアイの標準時が1つ含まれている。
| 国コード | 座標        | 時間帯ID         | 注釈 | 協定世界時との差 | 夏時間 | 備考 |
| -------- | ----------- | ---------------- | ---- | ---------------- | ------ | ---- |
| PY       | −2516−05740 | America/Asuncion |      | −04:00           | −03:00 |      |